# Anatolii Cîrîcu
Anatolii Cîrîcu (Cahul, 14 settembre 1988) è un sollevatore moldavo, vincitore della medaglia di bronzo a Londra 2012 poi squalificato per doping e campione europeo nel 2012.